# Mark Barrott
Mark Barrott (Sheffield, 1968) es un DJ y un productor discográfico de origen inglés que graba bajo el nombre de Future Loop Foundation. Ha grabado música ambient y drum and bass inspirada en la música de a mediados de los años 1990.

## Discografía

### Como Future Loop Foundation
- Karma/Remote Viewing
- Discovery/Shake the Ghost (1996)
- Time and Bass (1996)
- Sonic Drift/Voodoo Sound (1997)
- Conditions for Living (1998)
- Daddy Radical (1998)
- Jumper (sencillo) (1999)
- PHunkRoc (1999)
- The Middle of Nowhere (2000)
- Après Ski/Après Everything (2002)
- What's Your Name? (sencillo) (2002)
- This is How I Feel (2003)
- Scratch & Sniff (2004)
- One Offs & Remixes (2007)
- Memories from a Fading Room (2007)